# Спесміло

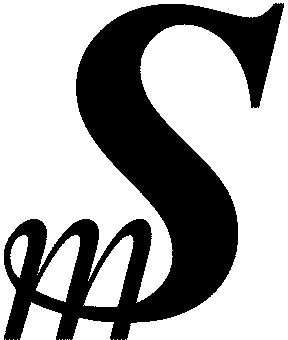
Sm

Спесміло (есп. spesmilo) - застаріла десяткова міжнародна грошова одиниця, яку запропонував ввести в 1907 р. есперантист Рене де Соссюр. Спесміло використовувалося до 1-ї світової війни як розрахункова одиниця кількома британськими та швейцарськими банками, перш за все «Есперантистським чековим банком» (Ĉekbanko esperantista). 
Спесміло (букв. «тисяча спесо») складався з 10 спесценто, або 100 спесдеко, або 1000 спесо, і прирівнювався за вартістю 0,733 грама золота, що в ті часи приблизно дорівнювало половині долара США або 2 ½ швейцарського франка.
Спесдеко повинен був важити 8 г. срібла і карбуватися дуже високої проби (11 частин чистого металу на 12 частин сплаву). 
Знак спесміло являв собою монограму Sm.  Знак є в Юнікоді (починаючи з версії 5.2), де йому присвоєно код U+20B7 .
У 1942-1990 есперантистська організація  Universala Ligo  використовувала іншу міжнародну грошову одиницю, стело.